# 川崎美千江
川崎美千江（かわさき みちえ、1981年12月18日 - ）は日本の女性タレント・ローカルタレント・空手家。大阪府門真市出身。

## 人物
- 趣味は長風呂しながらの読書。好きな作家は平岩弓枝。
- 特技は6歳からやっている空手（三段）。
- 好きな言葉は「押忍」「継続は力なり」。
- 好きな食べ物は白米、パクチー・バジルなどの香草など。
- 『おはよう朝日です』のリポーターオーディションに合格し、2001年4月にデビュー。大阪のおばはんキャラと体当たりのリポートで人気を博し、当時の司会者・宮根誠司からは常にいじられていた。
- 2007年9月16日に学生時代から交際していた消防士（レスキュー隊員）と結婚。2012年7月20日に第一子となる男児を出産[1]。2016年3月24日に第二子となる女児を出産[2][3]。
- 2014年より、門真市子育て支援親善大使を務めている[4]。

## 現在の出演番組
- おはよう朝日です（ABCテレビ） - リポーター
  - ほろ酔い朝日です（ABCラジオ） - 2016年6月6日放送分ゲスト
  - 浦川&ナジャのウラのウラまで失礼します（ABCテレビ） - 2023年4月3日放送分からショッピングコーナーでアシスタント

## 出演

### ドラマ
- あなたの恋人、強奪します。 第9話（2024年6月9日、朝日放送テレビ） - 工場従業員 役[5]